# Crespos (Braga)
Crespos ist ein Ort und eine ehemalige Gemeinde (Freguesia) im Norden Portugals.

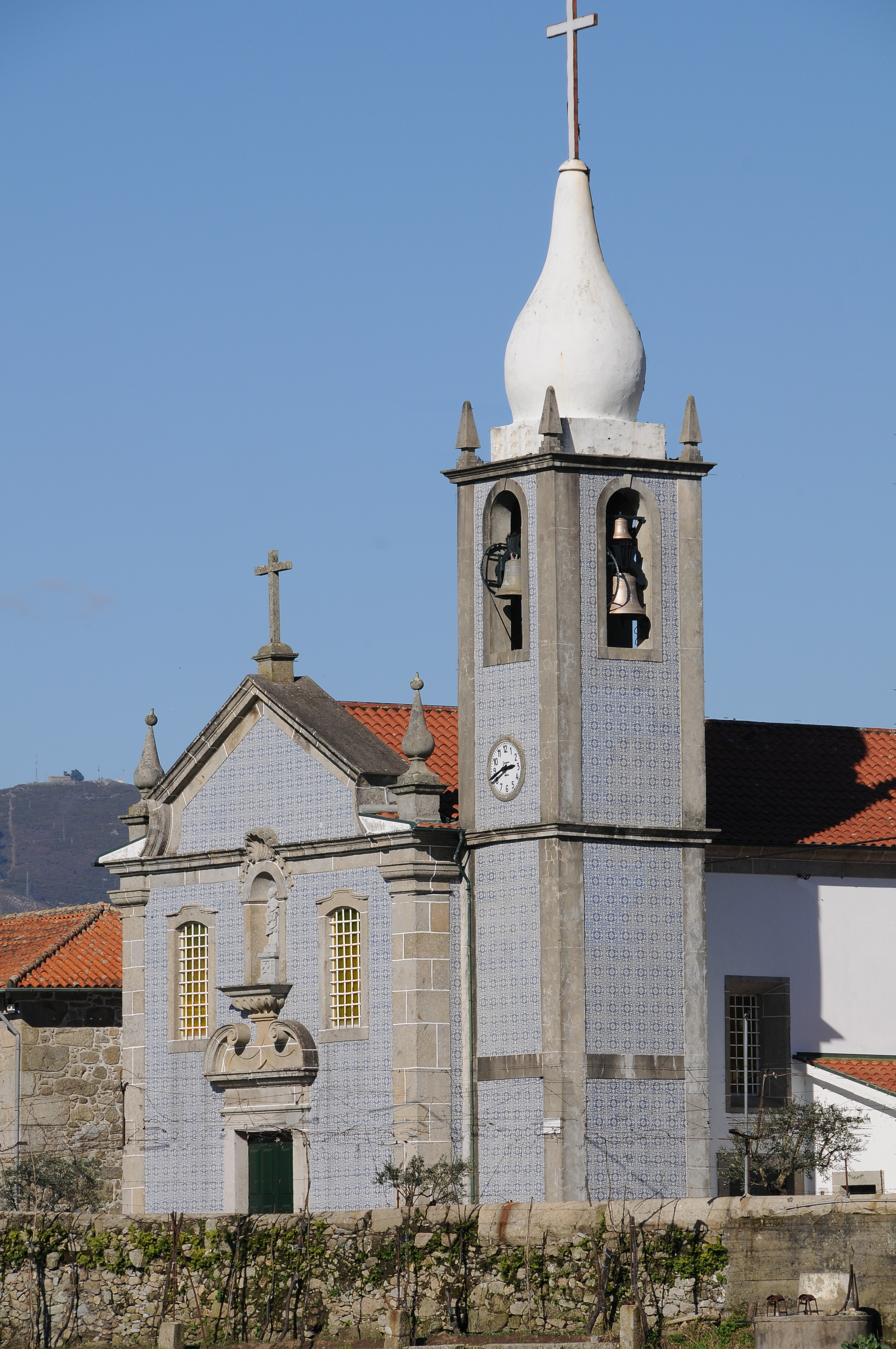
Kirche von Crespos

Crespos gehört zum Kreis Braga im gleichnamigen Distrikt Braga. Die Gemeinde hatte eine Fläche von 3,8 km² und 893 Einwohner (Stand 30. Juni 2011). Der Ort ist nur gering urbanisiert.
Am 29. September 2013 wurden die Gemeinden Crespos und Pousada zur neuen Gemeinde União das Freguesias de Crespos e Pousada zusammengeschlossen. Crespos ist Sitz dieser neu gebildeten Gemeinde.